# Alexandru Buligan
Alexandru Buligan, né le 22 avril 1960 à Drobeta-Turnu Severin, est un ancien handballeur roumain, il est considéré comme l'un des plus grands gardiens de but de l'histoire du handball.
Il détient le record de sélection en Équipe nationale de Roumanie avec 280 sélections.

## Carrière
Alexandru Buligan obtient une médaille de bronze aux Jeux olympiques de 1984 de Los Angeles puis au Championnat du monde 1990.
Après avoir commencé sa carrière en Roumanie, principalement au CSU PM Timișoara, il rejoint l'Espagne en 1990 au JD Arrate. Puis, entre 1995 et 2002, il évolue au SDC San Antonio avec lequel il remporte notamment une Ligue des Champions en 2001 et le Championnat d'Espagne en 2002, année où il termine sa carrière de joueur.

## Palmarès

### Compétitions internationales
- Vainqueur de la Ligue des champions (C1) (1) : 2001 (avec SDC San Antonio)
- Vainqueur de la Coupe des vainqueurs de coupe (C2) (1) : 2000 (avec SDC San Antonio)
- Vainqueur de la Supercoupe d'Europe (1) : 2000 (avec SDC San Antonio)
  - Finaliste : 2001

### Compétitions nationales
- Championnat de Roumanie (1) : 1982 (avec Steaua Bucarest)
- Vainqueur de la Coupe de Roumanie (2) : 1986 (avec CSU PM Timișoara) et 1988 (avec Dinamo Bucarest)
- Championnat d'Espagne (1) : 2002 (avec SDC San Antonio)
  - Vice-champion en 1998 et 2000
- Vainqueur de la Coupe du Roi (2) : 1999 et 2001 (avec SDC San Antonio)
- Vainqueur de la Supercoupe d'Espagne (2) : 2001-2002 (avec SDC San Antonio)
- Finaliste de la Coupe ASOBAL en 2000, 2001, 2002

### En équipe nationale
- Jeux olympiques
  -  médaille de bronze aux Jeux olympiques 1984 à Los Angeles  États-Unis
  - 8e place aux Jeux olympiques 1992 à Barcelone,  Espagne
- Championnats du monde
  -  médaille de bronze au Championnat du monde 1990,  Tchécoslovaquie
  - 5e place au Championnat du monde 1982,  Allemagne de l'Ouest

Autres
- Supercoupe des nations
  -  Médaille d'or à la Supercoupe des nations 1983 (de),  Allemagne de l'Ouest

- Championnat du monde universitaire
  -  Médaille d'or au Championnat du monde universitaire en 1981,  France
  -  Médaille d'or au Championnat du monde universitaire en 1985,  Allemagne de l'Ouest
  -  Médaille d'or au Championnat du monde universitaire en 1987,  Roumanie

### Distinctions individuelles
- Élu meilleur gardien de but du Championnat du monde 1990[réf. à confirmer][3]
- Élu meilleur gardien de but du Championnat d'Espagne : 1991, 1998, 2000, 2001[3]
- Record de sélections en équipe nationale de Roumanie avec 280 sélections[1]

## Palmarès d'entraîneur-adjoint

### Compétitions nationales
- Championnat d'Espagne (1) : 2005 (avec SDC San Antonio)
  - Vice-champion en 2007
- Vainqueur de la Supercoupe d'Espagne (2) : 2003, 2006 (avec SDC San Antonio)
- Finaliste de la Coupe ASOBAL en 2005, 2006 et 2007
- Championnat de Roumanie (4) : 2011, 2012, 2013, 2014 (avec HCM Constanța)
- Vainqueur de la Coupe de Roumanie (4) : 2011, 2012, 2013, 2014 (avec HCM Constanța)

### Compétitions internationales
- Vainqueur de la Coupe des vainqueurs de coupe (C2) (1) : 2004 (avec SDC San Antonio)
- Finaliste de la Ligue des champions (C1) en 2003 et 2006 (avec SDC San Antonio)
- Demi-finaliste de la Coupe de l'EHF (C3) en 2014 (avec HCM Constanța)

### En tant qu'entraîneur adjoint de l'équipe d'Espagne
- Médaille d'or au Championnat du monde 2005 en  Tunisie[4]
- Médaille d'or aux Jeux méditerranéens de 2005 à Alméria en  Espagne
- Médaille d’argent au Championnat d'Europe 2006 en  Suisse
- Médaille de bronze aux Jeux olympiques de 2008 à Pekin en  Chine